# No Code
No Code är Pearl Jams fjärde album. Det släpptes den 27 augusti 1996 på skivbolaget Epic Records. På den här skivan experimenterar bandet mycket med sin musik och resultatet är stundtals ganska olikt någonting annat bandet producerat.
Albumet blev etta på Billboard 200 och trea på UK Albums Chart. "Who You Are" blev den största hiten från albumet.

## Låtlista
Sida ett
1. "Sometimes" - 2:43
2. "Hail, Hail" - 3:44
3. "Who You Are" - 3:53
4. "In My Tree" - 4:02
5. "Smile" - 3:55
6. "Off He Goes" - 6:05

Sida två
1. "Habit" - 3:38
2. "Red Mosquito" - 4:06
3. "Lukin" - 1:05
4. "Present Tense" - 5:49
5. "Mankind" - 3:31
6. "I'm Open" - 3:00
7. "Around The Bend" - 4:36

## Singlar
- "Who You Are" (1996)
- "Off He Goes" (1996)
- "Hail Hail" (1997)

## Medverkande
- Jeff Ament - basgitarr
- Stone Gossard - gitarr, sång
- Jack Irons - trummor
- Mike McCready - gitarr, piano
- Brendan O'Brien - producent, piano
- Pearl Jam - producent
- Eddie Vedder - sång, gitarr